# Jean-Victor Hocquard
Jean-Victor Hocquard (Obernai, 17 janvier 1910 – 21 décembre 1995) est un musicologue français spécialiste de Mozart.

## Biographie
Jean-Victor Hocquard effectue ses études secondaires à Metz et passe sa licence de philosophie à Nancy. Il est successivement professeur à Wissembourg, Sélestat et Sarreguemines. Pendant la guerre, il sert sur la ligne Maginot. Fait prisonnier, libéré, ré-emprisonné, il s'évade de Metz, à la Noël 1940. Après la guerre, il est professeur de philosophie aux lycées de Grenoble, Tournon, Tanger et Altkirch.
Il passe un Doctorat ès lettres de l'Université de Paris en 1956. Sa thèse est consacrée à La pensée de Mozart, publiée partiellement deux ans plus tard au Seuil, avec en outre, un petit livre de la collection « Solfèges », réédité modifiée dès 1964 lors de sa quatrième réimpression et en 1970 pour la deuxième édition, et ensuite réimprimé régulièrement.
Il enseigne la philosophie, mais consacre l'essentiel de son énergie à l’approfondissement de la connaissance du musicien viennois. Son nom est d'ailleurs considéré comme « indissociable de celui de Mozart », plus encore qu'Alfred Einstein, Jean et Brigitte Massin. Ces auteurs ayant consacré d'autres études à Beethoven ou Schubert par exemple ; Jean-Victor Hocquard en une dizaine d'ouvrages, s'est investi entièrement pour Mozart.
De sa thèse, il conserve tout au long de ses diverses études, l'idée que la spécificité de Mozart réside dans une pensée au « caractère intrinsèquement musical », allant jusqu'à consider Mozart comme un guide initiatique qui, à travers les idéaux esthétiques, « feraient de sa musique une œuvre de « vérité » ». Pour cela, il démonte d'abord les « surcharges interprétatives » accumulées sur la personne et l'œuvre mozartienne.

## Œuvres

### Ouvrages
- La Pensée de Mozart, Paris, Le Seuil, 1958 ; rééd. 1991, 740 p.  (OCLC 164778503 et 837788163). L'ouvrage est dédié en hommage à Henri Davenson et à la mémoire de Georges de Saint-Foix, biographe de Mozart.
- Mozart, Paris, Seuil, coll. « Solfèges » (no 8), 1994 (1re éd. 1958, 2e éd. 1970), 185 p. (ISBN 2-02-019455-4)
- Mozart : l'Amour, la Mort, Paris, Archimbaud/Lattès, coll. « Musiques et musiciens », 1992 (1re éd. 1987, Librairie Séguier), 810 p. (ISBN 2-7096-1179-1, OCLC 264101476, BNF 35546538)[5]
- Écrits et propos sur Mozart, Paris, Librairie Séguier, 1988.
- Mozart, l'unique, Paris, Librairie Séguier, 1989.
- Mozart dans ses airs de concerts, Paris, Librairie Séguier, 1989.
- Mozart de l'ombre à la lumière, Paris, Lattès/Archimbaud, 1993  (ISBN 2709613239).
- Les Opéras de Mozart, Paris, Les Belles Lettres/Archimbaud, 1995, 971 p.   (ISBN 2-251-44053-4), (BNF 35764235) Reprend les parutions suivantes toutes chez Aubier-Montaigne, coll. « Les Grands opéras de Mozart » :
  - Don Giovanni, Paris, 1978.
  - Cosi Fan Tutte, Paris, 1978.
  - Les Noces de Figaro, Paris, 1979  (ISBN 2-7007-0134-8).
  - La Flûte enchantée : "Die Zauberflöte", Paris, Aubier Montaigne, 1979, 254 p. (ISBN 2-7007-0154-2, OCLC 461816541).
  - L'Enlèvement au sérail, Paris, 1980.
  - Idoménée, Paris, 1982  (ISBN 2700702980).
  - La Clémence de Titus et opéras de jeunesse, Paris, 1986.
- Mozart, Musique de vérité, Paris, Les Belles Lettres/Archimbaud, 1996.
- Mozart, ou la Voix du comique, Paris, Maisonneuve et Larose/Archimbaud, 1999  (ISBN 2-7068-1392-X).

### Notices discographiques
- Mozart, Cosi Fan Tutte - Elisabeth Schwarzkopf, Nan Merriman, Leopold Simoneau, Rolando Panerai, Lisa Otto, Sesto Bruscantini, Chœur et orchestre Philharmonia, dir. Herbert von Karajan, EMI (1981)[6]
- Mozart, Les Noces de Figaro - Elisabeth Schwarzkopf, George London, Irmgard Seefried, Erich Kunz, Sena Jurinac, Elisabeth Höngen, Chœur de l'Opéra de Vienne, Orchestre philharmonique de Vienne, dir. Herbert von Karajan, EMI
- Mozart, Don Giovanni - Chœurs et orchestre Philharmonia, dir. Carlo Maria Giulini, EMI (1983)
- Mozart, Concertos pour piano nos 5 et 6 / Rondo KV.382 - Mitsuko Uchida, English Chamber Orchestra, dir. Jeffrey Tate, Philips (1991)
- Mozart, Concertos pour piano nos 8 et 9 - Mitsuko Uchida, English Chamber Orchestra, dir. Jeffrey Tate, Philips (1992)
- Mozart, Concertos pour piano nos 11 et 12 - Mitsuko Uchida, English Chamber Orchestra, dir. Jeffrey Tate, Philips (1990)
- Mozart, Concertos pour piano nos 13 et 14 - Mitsuko Uchida, English Chamber Orchestra, dir. Jeffrey Tate, Philips 422 359-1 (1988)
- Mozart, Sonates pour piano KV 282, 310 & 545 - Sviatoslav Richter, piano (Philips 1990)
- Mozart, Don Giovanni, Dramma Giocoso, KV. 527 - Colin Davis, Philips 422 541-2 (1991)
- Mozart, Le Nozze Di Figaro, Opera buffa, KV. 492 - BBC Symphony Orchestra, dir. Colin Davis, Philips 422 540-2 (1991)

### Articles et préfaces
Jean-Victor Hocquard a participé à des numéros de L'Avant-scène dans les années 1980 et 1990.
- « La finta giardiniera, commentaire musical et littéraire », L'Avant-scène Opéra.
- «  Mithridate, commentaire musical et littéraire », L'Avant-scène Opéra, 1983.
- « L'enlèvement au Sérail, commentaire musical et littéraire », L'Avant-scène Opéra, 1991
- « Don Juan, commentaire musical et littéraire » (suivant le livret traduit par Pierre Malbos), L'Avant-scène Opéra, Paris, no 24,‎ 1992, p. 29–118 (ISSN 0764-2873, OCLC 715992975).

Préfaces
- « Le concerto pour piano dans l'œuvre mozartienne», p. 9–18, dans Olivier Messiaen, Les 22 concertos pour piano de Mozart, Paris, Séguier, 1987, 120 p. (ISBN 2-906284-46-7, OCLC 906580385, BNF 35588243)
- Alexandre Oulybychev, Mozart, Paris, Séguier, 1991  (ISBN 2-87736-093-8), (BNF 35455822)